# Онак-сюр-Шарант
Онак-сюр-Шарант (фр. Aunac-sur-Charente) — муніципалітет у Франції, у регіоні Нова Аквітанія, департамент Шаранта. Онак-сюр-Шарант утворено 1 січня 2017 року шляхом злиття муніципалітетів Онак, Беє i Шеномме. Адміністративним центром муніципалітету є Онак. Населення — 676 осіб (01.01.2021).